# Centre Olímpic de Galatsi
El Centre Olímpic de Galatsi és un pavelló poliesportiu ubicat a la població de Galatsi, suburbi de la ciutat d'Atenes (Grècia).
Aquest centre esportiu fou completat el maig de 2004, sent inaugurat el 30 de juliol d'aquell any i utilitzat en les competicions de tennis de taula i gimnàstica rítmica als Jocs Olímpics d'Estiu de 2004 disputats a Atenes.
Amb una capacitat per a 6.200 espectadors en finalitzar els Jocs Olímpics fou la seu del AEK Atenes B.C. fins que aquest club de bàsquet instal·là la seva seu al Complex Olímpic d'Esports d'Atenes. Actualment, la seva propietat recau en mans privades i és utilitzat com a centre comercial i d'entreteniment.